# Сеніславиці
Сеніславиці (пол. Senisławice) — село в Польщі, у гміні Опатовець Казімерського повіту Свентокшиського воєводства.
Населення — 130 осіб (2011).
У 1975-1998 роках село належало до Келецького воєводства.

## Демографія
Демографічна структура на день 31 березня 2011 року:
|          | Загалом | Допрацездатний вік | Працездатний вік | Постпрацездатний вік |
| -------- | ------- | ------------------ | ---------------- | -------------------- |
| Чоловіки | 63      | 11                 | 42               | 10                   |
| Жінки    | 67      | 8                  | 35               | 24                   |
| Разом    | 130     | 19                 | 77               | 34                   |